# Darling Harbour
33° 52′ 20″ S, 151° 11′ 56″ L

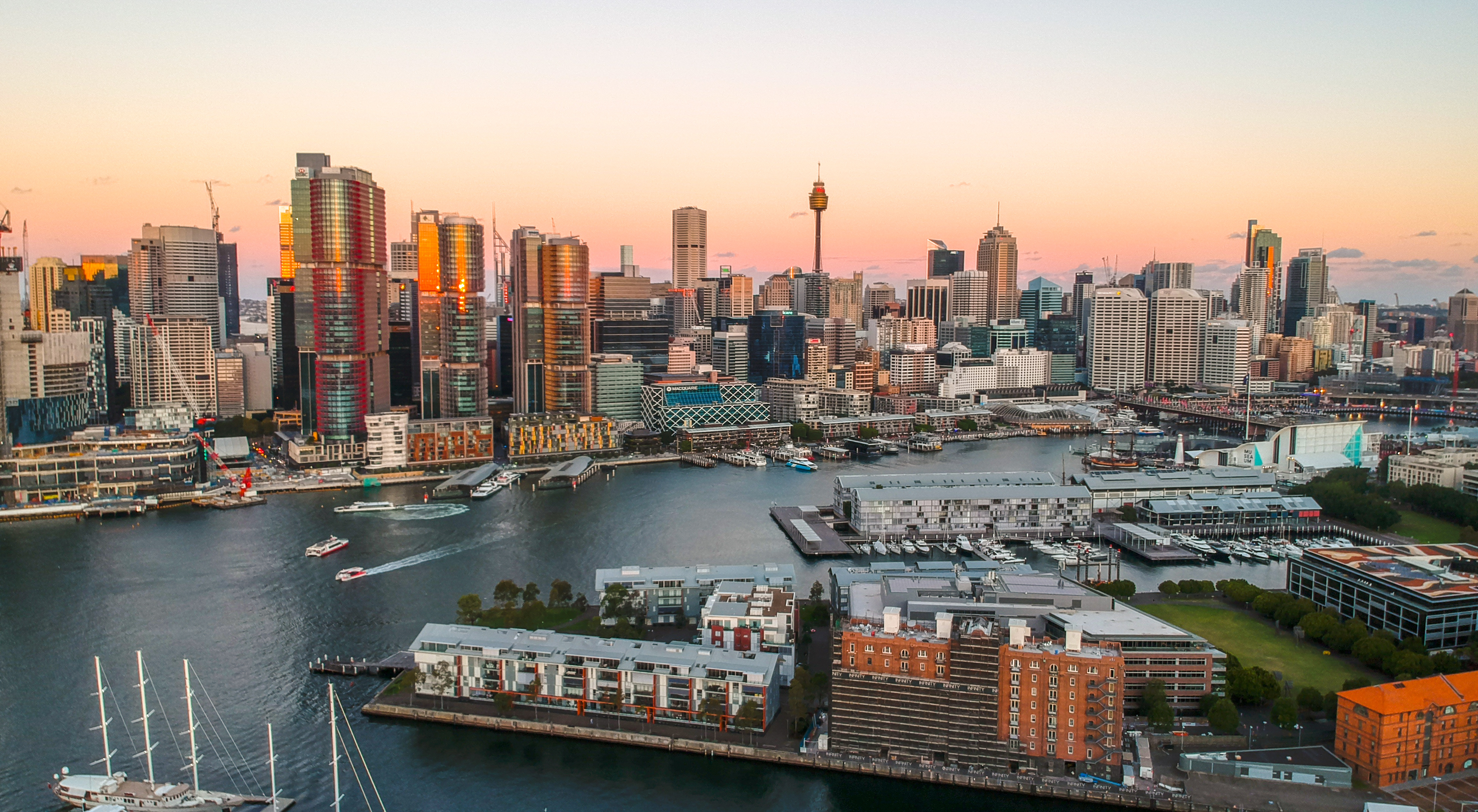
Uma vista aérea de Darling Harbour e seus arredores, voltada para o leste

Darling Harbour é um porto adjacente ao centro da cidade de Sydney, em Nova Gales do Sul, Austrália, composto por uma grande área de lazer e pedestres situada nos arredores ocidentais do distrito central de negócios de Sydney.
Originalmente chamado de Long Cove, a localidade estende-se para o norte a partir de Chinatown, ao longo de ambos os lados da Baía Cockle até o King Street Wharf, a leste, e até o subúrbio de Pyrmont, a oeste. A Baía Cockle é apenas uma das vias navegáveis que compõem Darling Harbour, que se abre para o norte no muito maior Porto Jackson.
O distrito e suas imediações são administrados independentemente da área do governo local da Cidade de Sydney, pela Property NSW.

## História

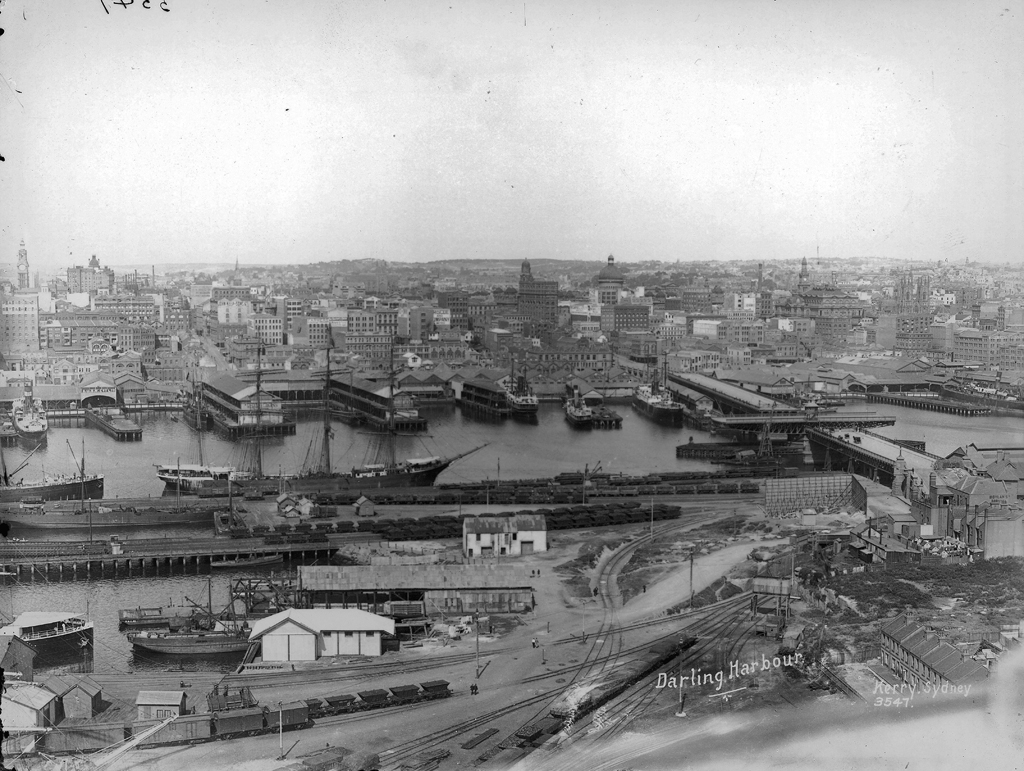
Darling Harbour como um porto industrial em 1900.

Darling Harbour recebeu o nome em homenagem ao Tenente-General Ralph Darling, que foi Governador de Nova Gales do Sul de 1825 a 1831. A área era originalmente conhecida como Long Cove, mas geralmente era chamada de Cockle Bay até 1826, quando o Governador Darling a renomeou em sua homenagem. O nome Cockle Bay foi recentemente restaurado em referência às nascentes do porto. Originalmente, fazia parte do porto comercial de Sydney, incluindo o Darling Harbour Railway Goods Yard. Durante a Grande Depressão, a parte oriental de Darling Harbour (Barangaroo) ficou conhecida como The Hungry Mile, uma referência aos trabalhadores do cais em busca de empregos ao longo dos cais.

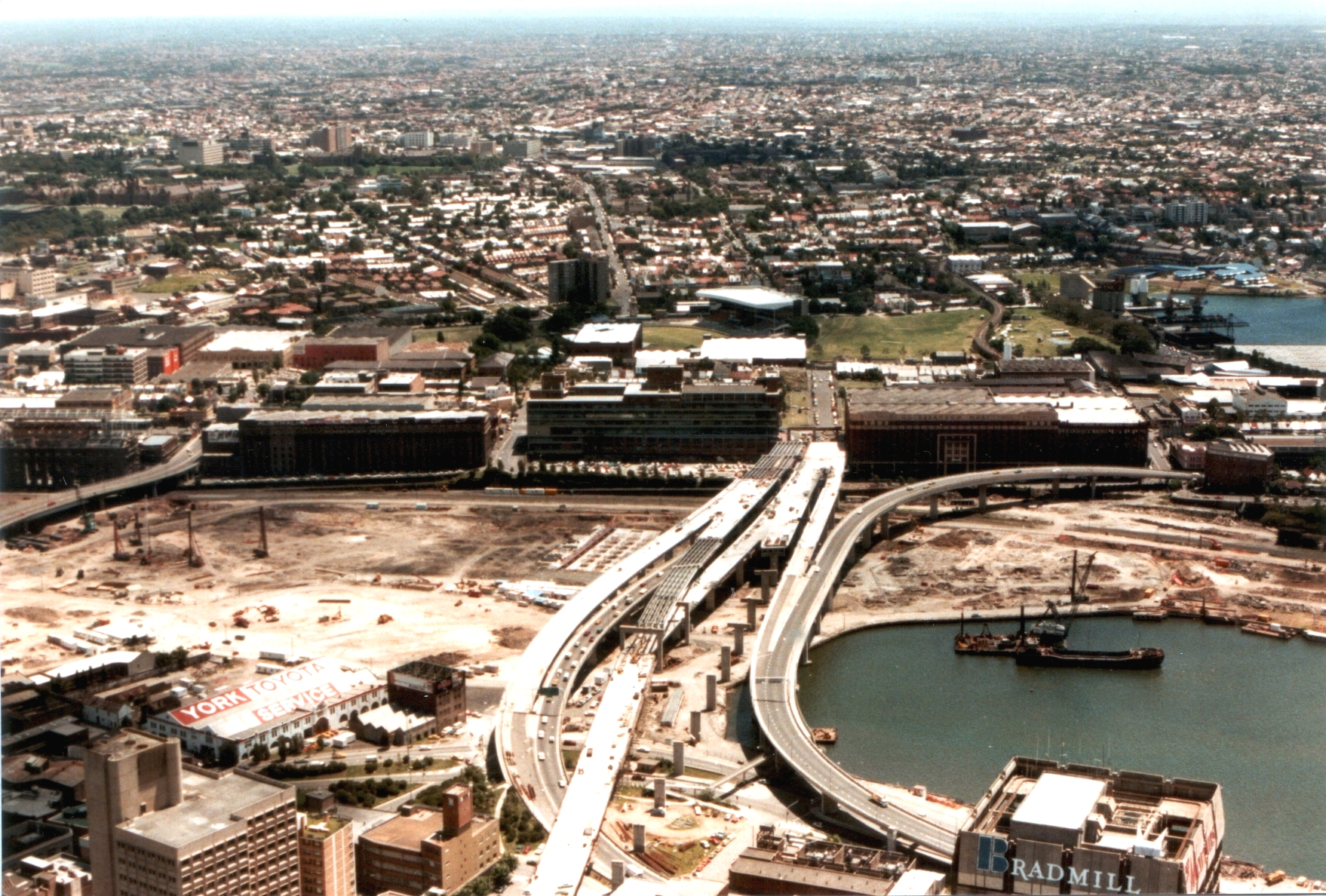
O desenvolvimento e a renovação urbana da área ocorreram no início dos anos 1980.

Grande parte da terra havia sido o local dos pátios centrais de manobras da NSW Railways e do centro de consolidação de frete. O Inquérito sobre a indústria de NSW, incluindo a competição ferroviária/rodoviária (1978-1980), sob o Comissário Gavan McDonell, descobriu que esse centro era ineficiente, deveria ser transferido e a terra usada para outros fins públicos. Essas recomendações foram seguidas e, até o final dos anos 1980, quando a área estava em grande parte abandonada, foi reurbanizada como um centro turístico e pedestre, como uma iniciativa do então Ministro de Obras Públicas de Nova Gales do Sul, Laurie Brereton. O Centro de Convenções e Exposições de Sydney em Darling Harbour foi um local dos Jogos Olímpicos de Verão de 2000 e um local de reuniões-chave da APEC Austrália 2007.

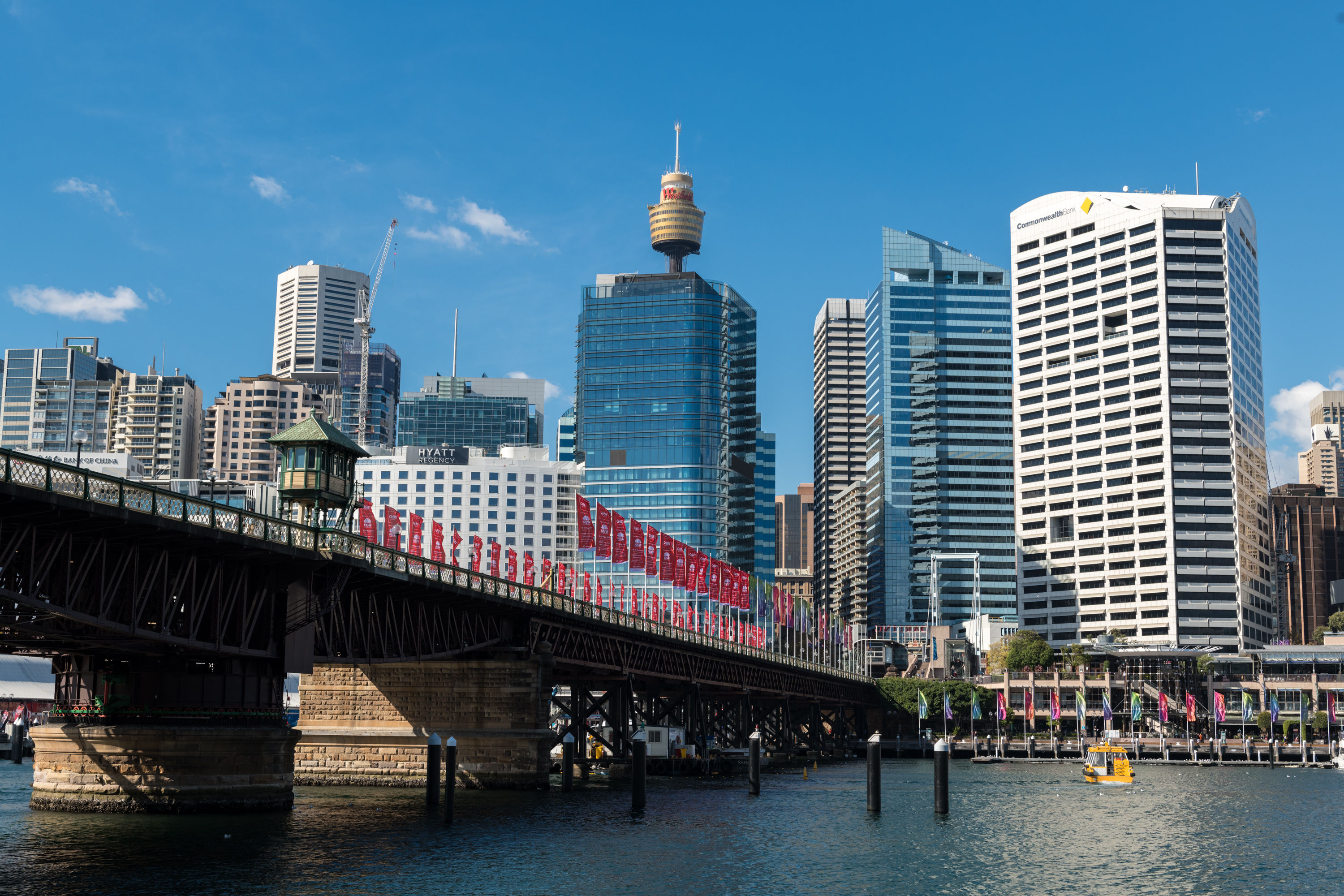
A Ponte Pyrmont, listada como patrimônio, atravessa a largura do porto.

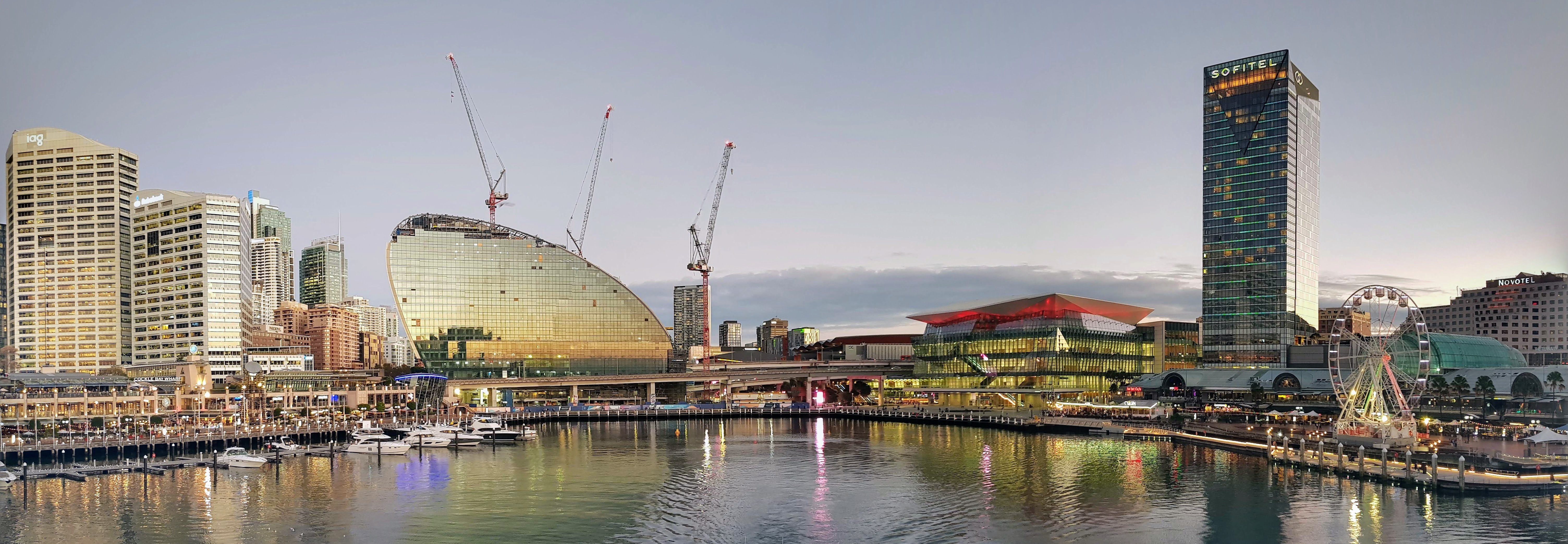
A extremidade sul de Darling Harbour.

Em 26 de janeiro de 1994, Charles III, então Príncipe de Gales, estava dando um discurso durante as celebrações do Dia da Austrália. David Kang correu em direção ao Príncipe enquanto disparava dois tiros em branco antes de cair no chão e ser prontamente detido e preso. O Príncipe saiu ileso e foi retirado do pódio.

## Listagens de patrimônio
Darling Harbour possui diversos locais listados como patrimônio, incluindo:
- Passeio do Porto: Recurso Aquático Woodward de Darling Harbour[5]

## Atrações
O distrito de Darling Harbour é lar de várias instalações e atrações públicas importantes, incluindo:

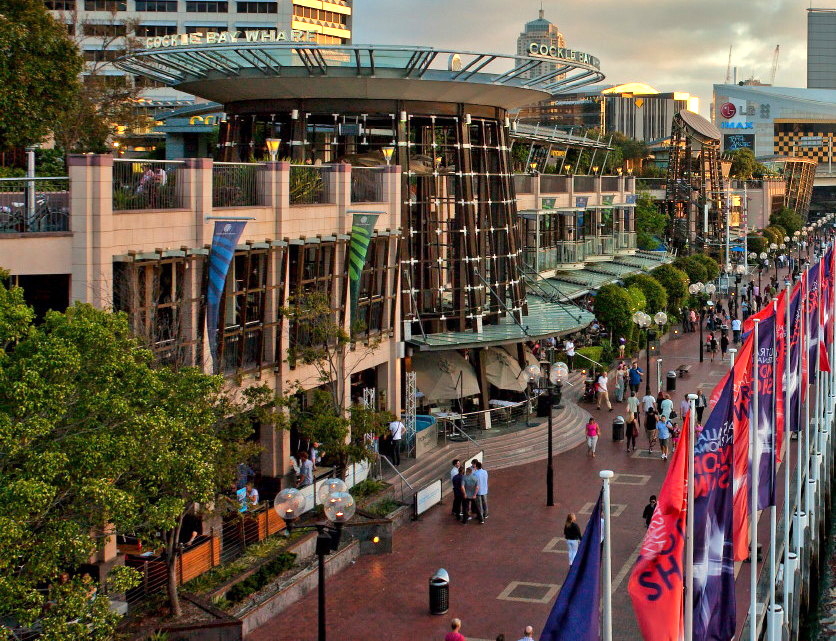
Cais de Cockle Bay

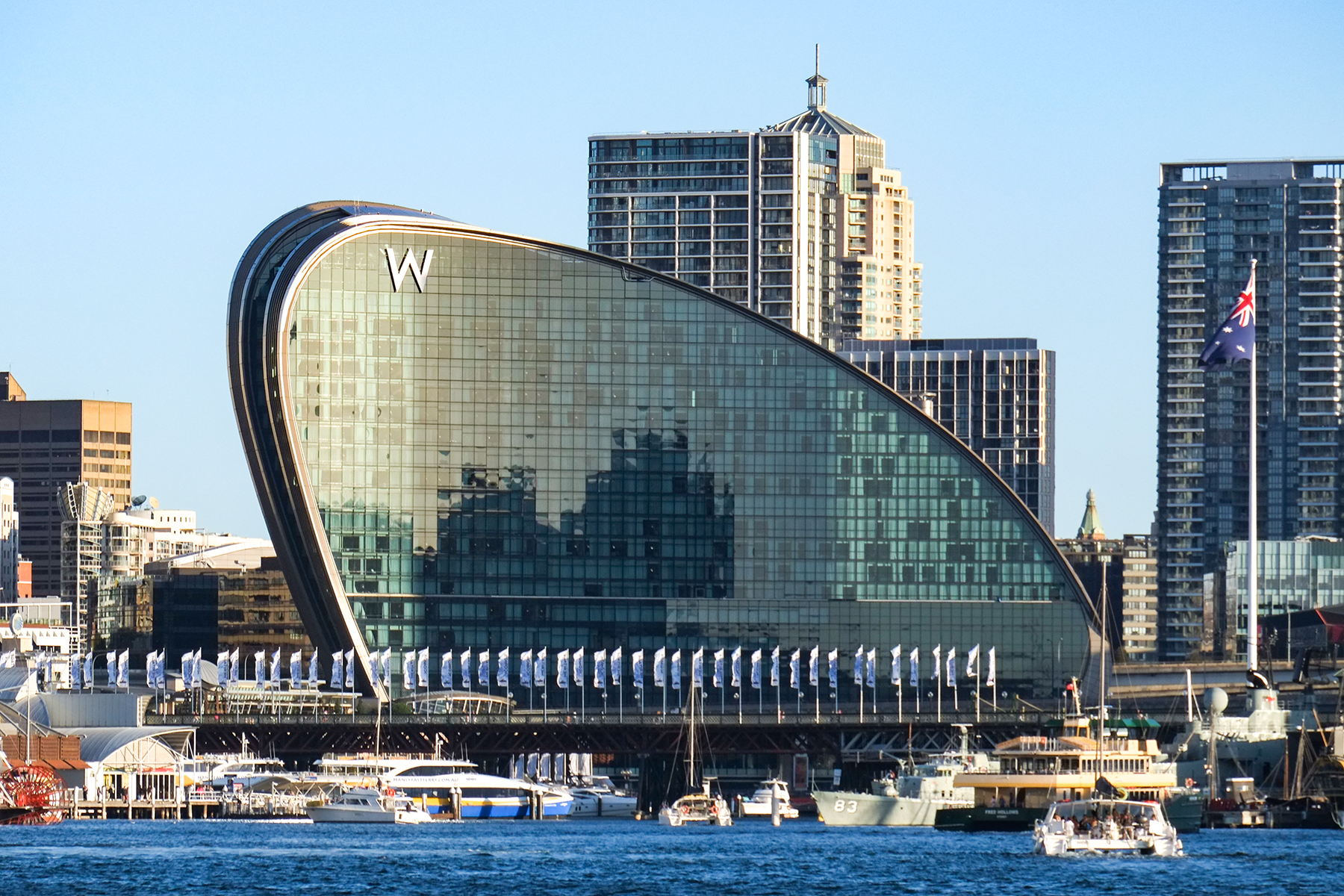
A fita

- Cockle Bay Wharf (restaurantes, bares e casa noturna Home – uma das maiores casas noturnas da Austrália)
- Teatro IMAX Sydney (parte do edifício The Ribbon)
- Mercados de Paddy
- Jardim Chinês da Amizade
- Parque Tumbalong
- Darling Quarter Playground e cafés
- Museu Marítimo Nacional Australiano (apresentando navios-museu, incluindo HMAS Vampire)
- Complexo Star Casino e Entretenimento
- O querido Hotel & Spa
- Museu da Potência
- Aquário Sea Life de Sydney
- Madame Tussauds
- Zoológico de Vida Selvagem de Sydney
- Centro Aborígine
- Centro Internacional de Convenções de Sydney (ICC Sydney), inaugurado em dezembro de 2016 [7]
- Darling Square (complexo moderno de lojas especializadas, restaurantes e bares em South Darling Harbour e conta com a Biblioteca Darling Square)

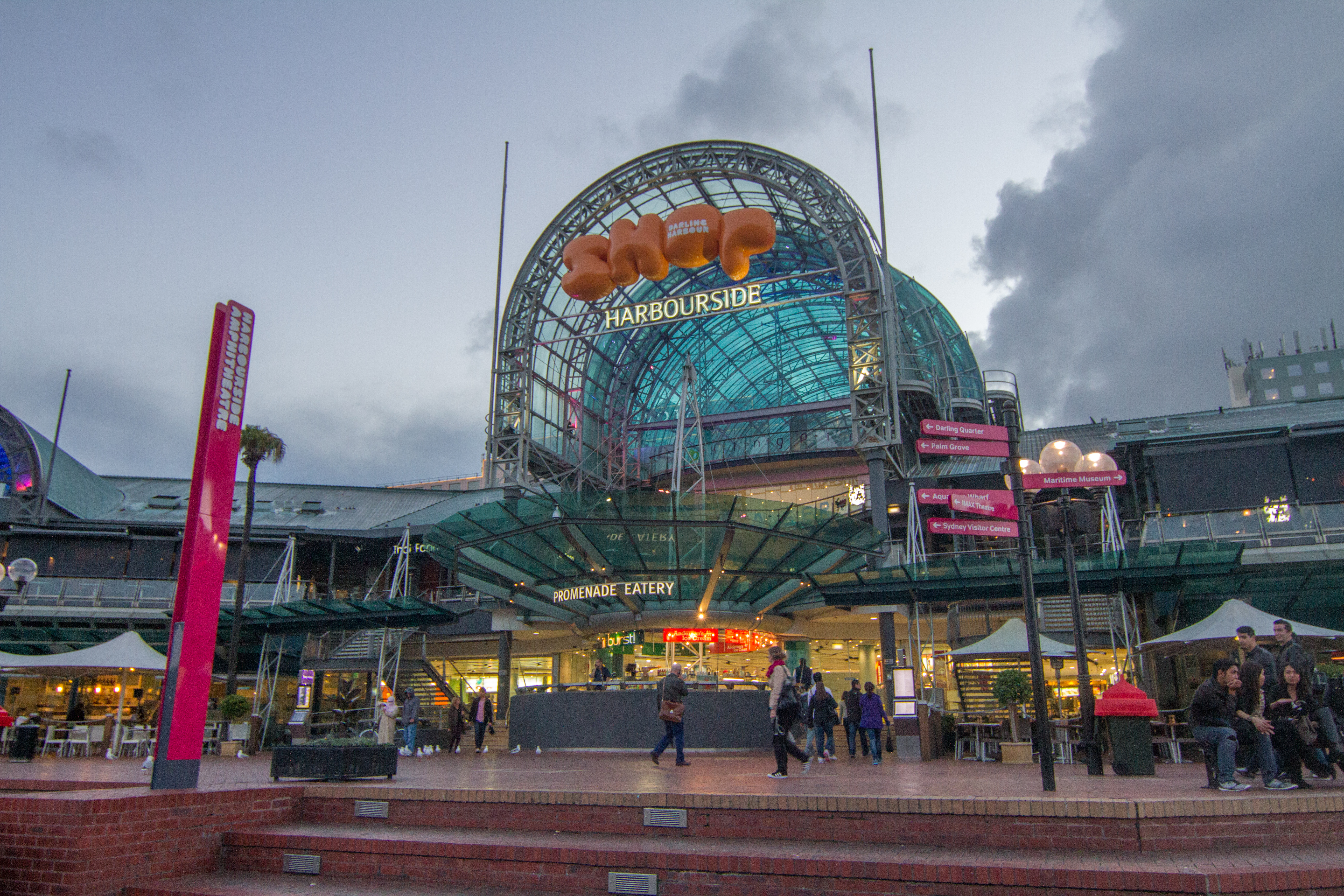
O antigo Centro Comercial Harbourside

- Harbourside Shopping Center, que incluía Kingpin Bowling Alley (a única pista de boliche em Darling Harbour), M9 Laser Skirmish, bem como o primeiro simulador de voo de varejo da Austrália; fechado para reconstrução desde a primavera de 2022. [8]

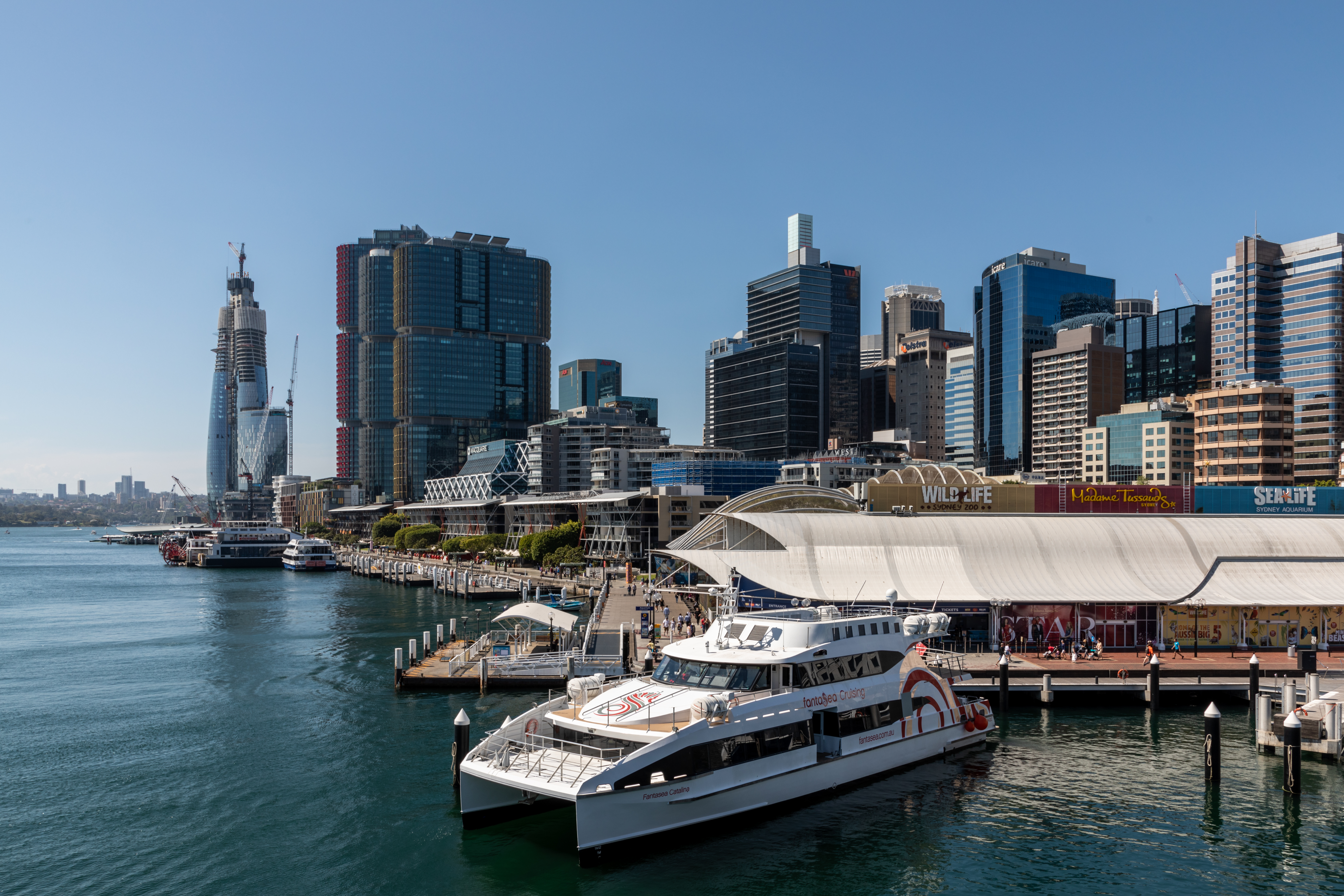
King Street Wharf, voltado para o norte em direção a Barangaroo em outubro de 2019.

Darling Harbour é acessível por vários modos de transporte público. O distrito é servido pelo Inner West Light Rail da rede de bondes de Sydney, com acesso pelas estações Paddy's Markets, Convention, Exhibition e Pyrmont Bay. Os cais de ferry, incluindo Barangaroo e Pyrmont Bay, oferecem acesso aos serviços de ferry de Pyrmont Bay para Circular Quay e outros subúrbios, enquanto o cais de Barangaroo também oferece acesso aos serviços de ferry do rio Parramatta. King Street Wharf é acessível por fretamentos de barco privado. A Linha de Mercadorias é um parque e caminho para pedestres que conecta Darling Harbour à Railway Square e à estação Central. A estação de trem mais próxima é Town Hall.
Darling Harbour será atendido pela estação de Pyrmont como uma futura estação de trânsito rápido que será construída como parte do projeto Sydney Metro West.

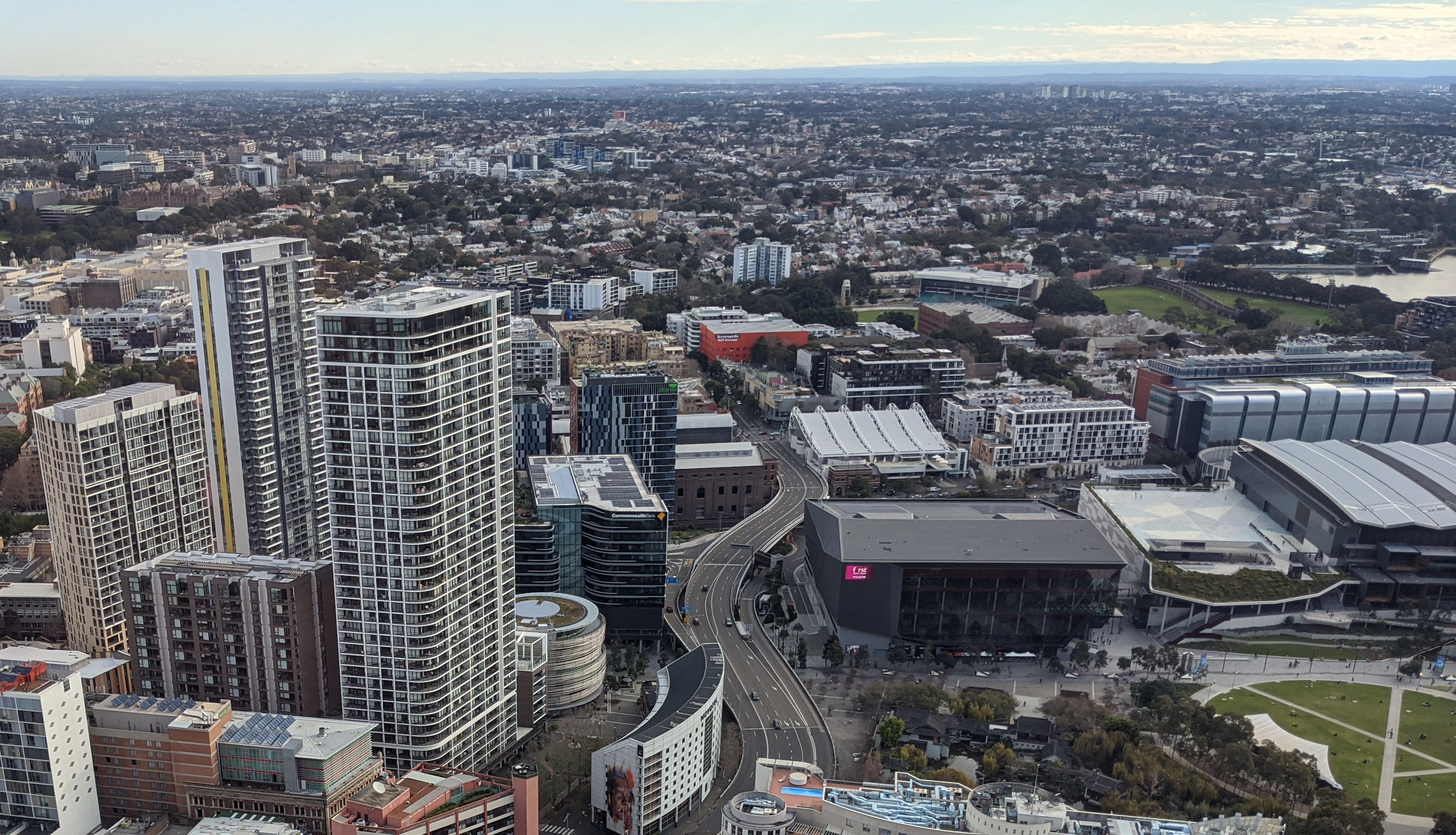
Darling Quarter tem sido o foco de uma grande remodelação de uso misto nos últimos anos

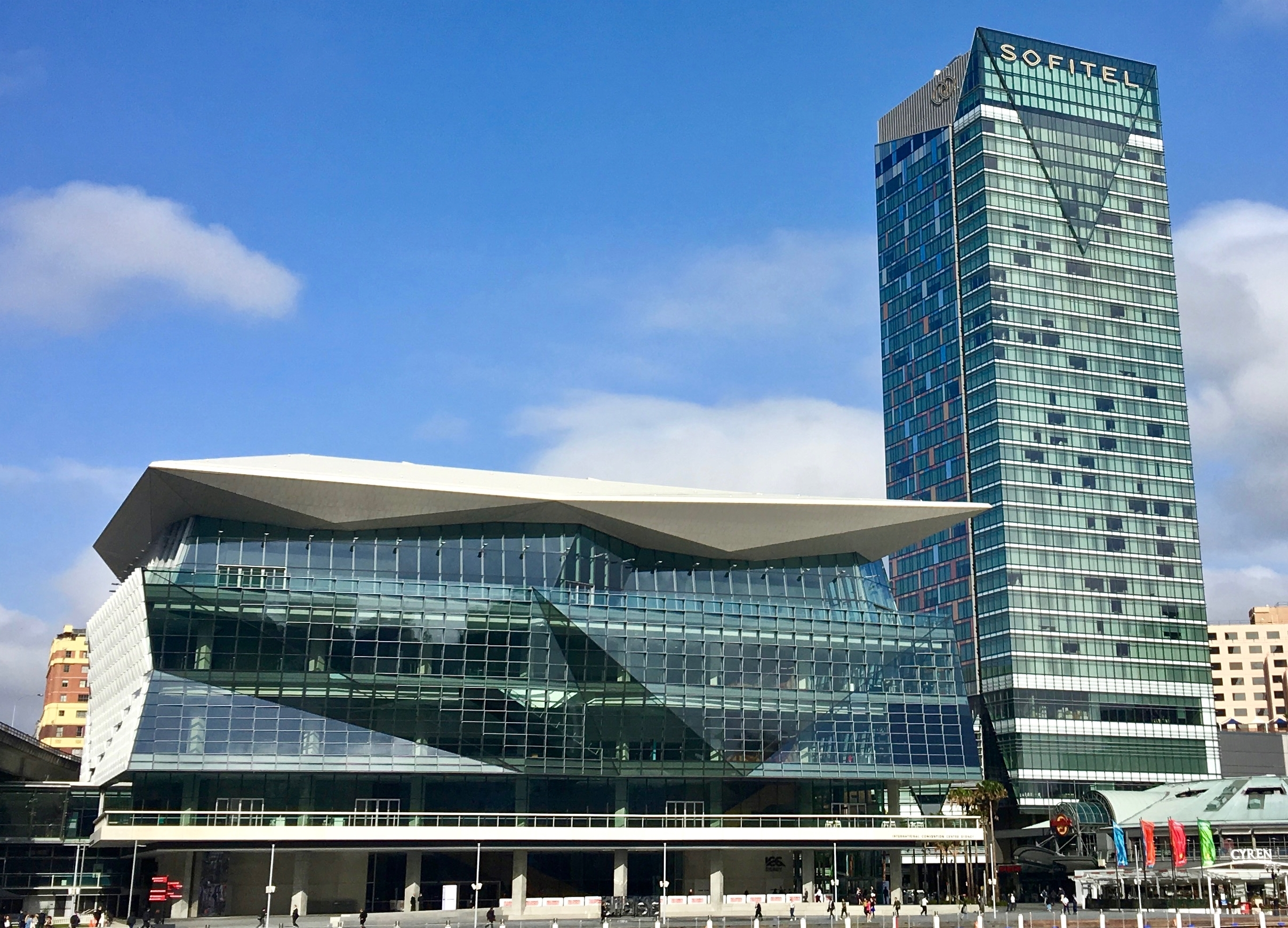
O Centro Internacional de Convenções e o Hotel Sofitel

East Darling Harbour tem sido parte de um grande desenvolvimento de renovação urbana. Os planos para o site de 18 hectares incluem metade de desenvolvimentos comerciais e residenciais, enquanto a outra metade será reservada para espaço público aberto. O governo estadual de NSW declarou planos para a "Globe Street", uma rua projetada para se tornar o centro de comércio corporativo da Austrália e da Ásia-Pacífico (estilizado no distrito de Wall Street de Nova York). Esperava-se que o desenvolvimento de renovação urbana fosse concluído até 2020. East Darling Harbour agora é conhecido como parte do distrito de Barangaroo.

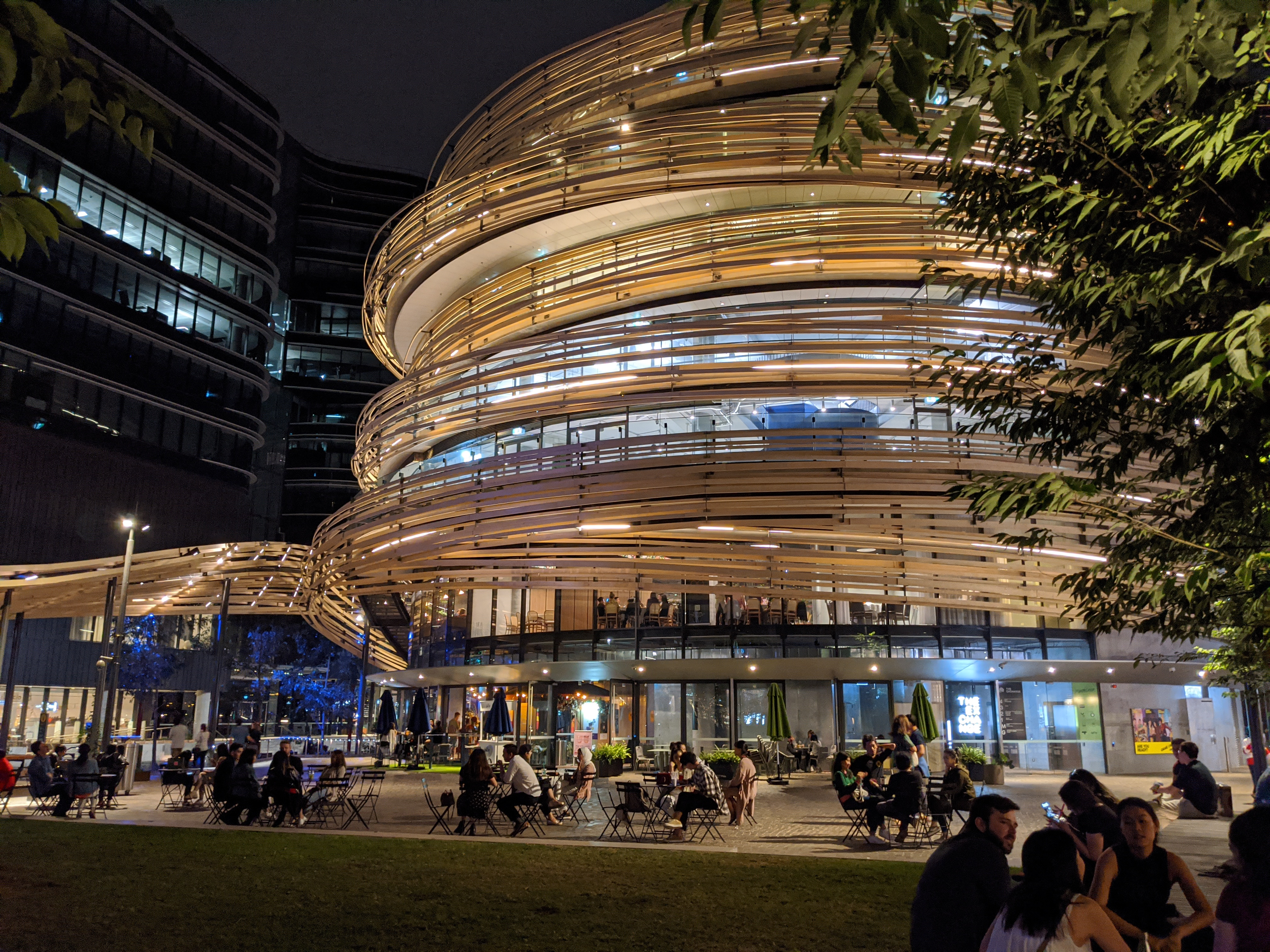
Querida Praça

O local do Centro de Convenções e Exposições de Sydney foi substituído pelo novo Centro Internacional de Convenções de Sydney (ICC Sydney), inaugurado em dezembro de 2016. O novo local inclui uma instalação de exposições de 40 000 metros quadrados e foi desenvolvido por um consórcio composto por AEG Ogden, Lend Lease, Capella Capital e Spotless Facilities Services, com AEG Ogden desempenhando o papel de operador do local. Outras novas instalações na região de Darling Harbour incluem o recém-inaugurado Teatro ICC, uma instalação de uso misto com 8 000 assentos para concertos e shows íntimos, substituindo o Centro de Entretenimento de Sydney, uma galeria, e um novo local multiuso de 25 andares chamado The Ribbon, que substituirá o Teatro IMAX, que foi fechado e demolido no final de 2016, sendo reaberto em 11 de outubro de 2023 com um novo teatro atualizado.
Esta área foi o local da Autoridade Portuária de Sydney e apresentava um Terminal de Passageiros Internacionais (Cais 8), que era principalmente usado pelo Pacific Dawn, da frota da P&O Australia, e pelo Sun Princess, operado pela Princess Cruises.[carece de fontes?] O terminal de passageiros agora está em White Bay e o terminal de contêineres foi fechado desde então.

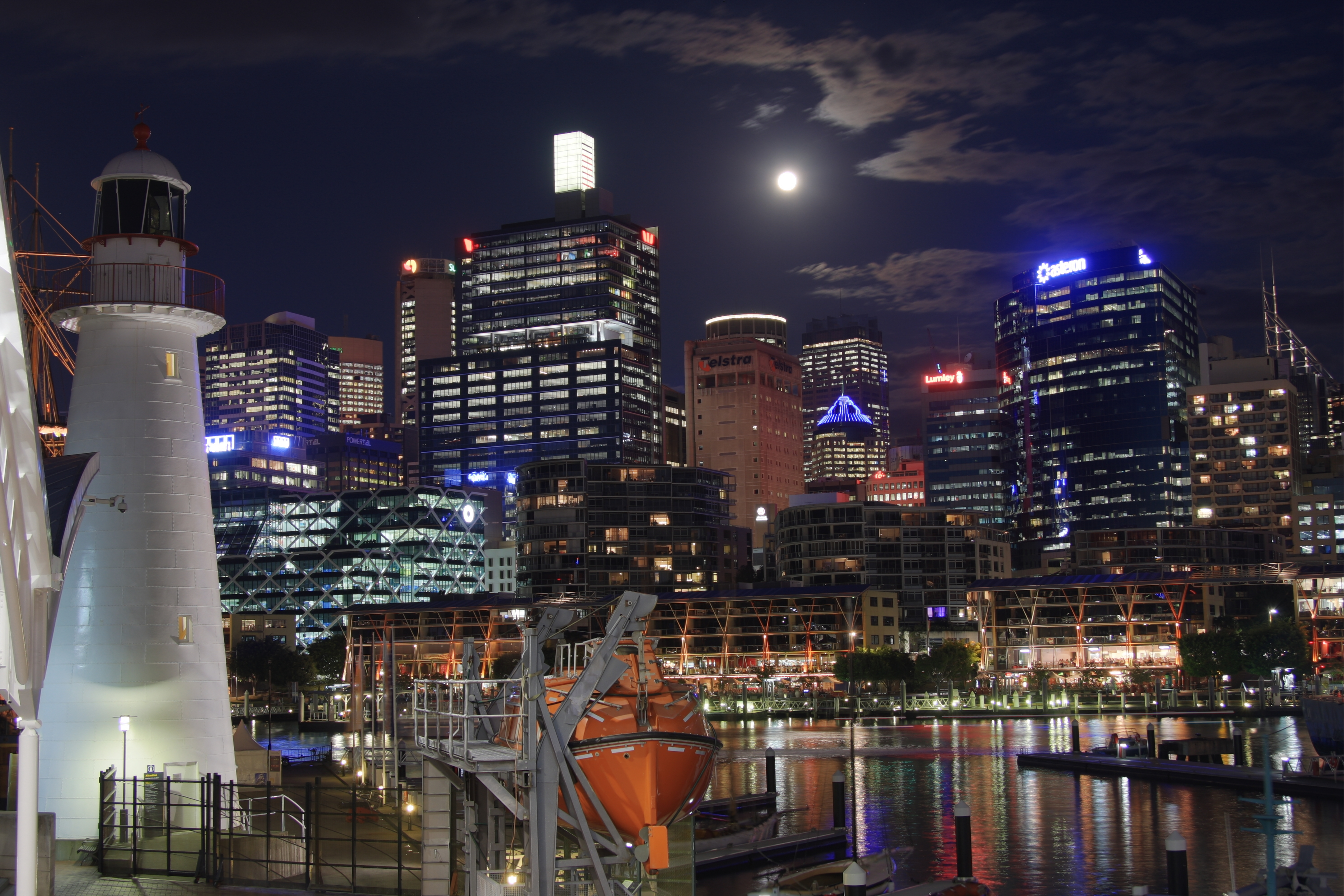
Darling Harbour do Museu Marítimo Nacional, voltado para King Street Wharf 3. A área é uma grande atração turística

O filme Mighty Morphin Power Rangers: The Movie de 1995, da 20th Century Fox, foi filmado em Sydney e incluiu algumas cenas filmadas em Darling Harbour.[carece de fontes?]
O programa de música televisivo Eclipse Music TV da Seven é filmado semanalmente no centro comercial do distrito, o Harbourside. 
Em 27 de agosto de 2010, a novela Neighbours filmou cenas no porto e a bordo do navio de cruzeiro Pacific Jewel. 
A banda canadense de post-hardcore Silverstein gravou uma música intitulada "Darling Harbour" em seu EP Transitions.